# Platygomphus dolabratus
Platygomphus dolabratus är en trollsländeart som först beskrevs av Selys 1854.  Platygomphus dolabratus ingår i släktet Platygomphus och familjen flodtrollsländor. IUCN kategoriserar arten globalt som livskraftig. Inga underarter finns listade i Catalogue of Life.